# Андреєв Костянтин Олексійович
Костянти́н Олексі́йович Андре́єв (26 березня 1848, Москва — †29 жовтня 1921, Олександріада, поблизу Севастополя) — український та російський математик, засновник наукової школи проективної геометрії. Доктор фізико-математичних наук, заслужений професор Московського університету, член-кореспондент Санкт-Петербурзької академії наук, один із організаторів Харківського математичного товариства.

## Життєпис
Народився у купецькій родині. З 14 років підробляв як репетитор і домашній вчитель.
У 1867 році закінчив 3-ю Московську гімназію із золотою медаллю. Того ж року вступив на математичне відділення Московського університету. Навчаючись на 4 курсі, написав роботу: «О таблицах смертности» на тему, яку запропонував факультет, і був удостоєний золотої медалі. У 1871 році ця перша наукова праця була надрукована у «Записках Московського університету». Закінчив університет у 1871 році зі ступенем кандидата та був залишений при ньому на 2 роки для наукового вдосконалення.
13 грудня 1873 року, за клопотанням Дмитра Деларю та за рекомендацією Миколи Бугаєва, призначений приват-доцентом кафедри чистої математики Харківського університету. Переїхавши до Харкова, в грудні 1873 р. захистив щойно опуліковану роботу «Про таблиці смертності». З січня 1874 р. почав читати в університеті лекції з аналітичної геометрії.
У 1876 році він отримав від університету відрядження за кордон на півтора року. Після повернення, 13 березня 1875 року захистив у Харкові магістерську дисертацію «О геометрическом образовании плоских кривых» («Про геометричне утворення плоских кривих»). 3 березня 1879 року в Московському університеті захистив докторську дисертацію «О геометрических соответствиях в применении к вопросу о построении кривых линий» («Про геометричні відповідності стосовно питання про побудову кривих ліній»), де розробив поняття проектора з числом вимірів вище трьох.
З 1879 року — екстраординарний професор, з 1885 — ординарний професор Харківського університету. У 1885—1898 роках поєднував роботу в університеті з викладанням у Харківському технологічному інституті.
У 1884 році був обраний членом-кореспондентом Санкт-Петербурзької Академії наук та членом-кореспондентом Товариства фізичних та природничих наук у місті Бордо (Франція). Був одним із організаторів Харківського математичного товариства, у 1883—1898 роках очолював його та був редактором праць. За роки життя в Харкові були створені його основні праці з геометрії та деякі з математичного аналізу.
У праці «Некоторые обобщения в вопросе о разложении определенного интеграла по формуле, предложенной П. Чебышевым» (1883) він увів і застосував визначник одночасно й незалежно від Йоргена-Педера Ґрамма (так званий «визначник Ґрамма»). Андреєв першим створив курс аналітичної геометрії, що витримав п'ять видань.
У грудні 1898 року отримав звання заслуженого професора і був переведений до Московського університету, де працював до 1917 року. У 1905—1911 роках був деканом фізико-математичного факультету, але в 1911 році залишив посаду на знак протесту проти реакційної політики уряду.
Одночасно з роботою в університеті, був директором Московського Олександрівського комерційного училища (1899—1907), директором Миколаївського жіночого комерційного училища ім. статс-секретаря С. Ю. Вітте (1904—1908) і викладав математику в Вищому технічному училищі  (1899—1902). У 1917 році через хворобу був змушений переїхати до Криму.
У доробку Андреєва є низка робіт з історії математики, зокрема дослідження про Віктора Буняківського, Василя Імшенецького, Вільгельма Цінґера, Карла Штаудта, Моріса Шаля та інших.

## Наукова діяльність
Науковий доробок Андреєва охоплює понад 40 праць з проективної геометрії, математичного аналізу, а також історії математики. Його основні досягнення:
- Розробка аксіоматичних основ проективної геометрії, зокрема п'ятивимірного проективного простору.
- Запровадження поняття проектора з числом вимірів понад три, що стало важливою ланкою у формуванні багатовимірної геометрії.
- У праці «Деякі узагальнення у питанні про розкладання визначеного інтеграла за формулою, запропонованою П. Чебишовим» (1883) незалежно від Йоргена Педера Ґрамма (Данія) увів визначник, який пізніше отримав назву визначника Ґрамма.
- Написав перший російськомовний курс аналітичної геометрії, що витримав п'ять видань.

## Основні праці
- О таблицах смертности. Москва, 1871;
- Вывод одного общего свойства многосторонников // Матем. сб. Москва, 1873. Т. 6;
- О построении поля относительно плоских геометрических кривых // Сообщ. и протоколы Харьков. матем. об-ва. 1879. Вып. 1;
- Об изложении начал проективной геометрии // Сообщ. и протоколы Харьков. матем. об-ва. 1880. Вып. 2;
- О многоугольниках Понселе (статья 1-я) // Сообщ. и протоколы Харьков. матем. об-ва. 1881. Вып. 2;
- О многоугольниках Понселе (статья 2-я) // Сообщ. и протоколы Харьков. матем. об-ва. 1884. Вып. 2;

- Высшая геометрия (литографич. курс лекций). Харьков, 1885;
- Основной курс аналитической геометрии. Харьков, 1888; изд. 5, 1909;
- Элементарная математика (литографич. курс лекций). Москва, 1900;
- Высшая алгебра (литографич. курс лекций). Москва, 1906;
- Основной курс аналитической геометрии. Москва, 1909;
- Избранные работы. Харьков, 1955.

Андреєв залишив також низку наукових праць з історії математики, зокрема дослідження про Віктора Буняківського, Василя Імшенецького, Вільгельма Цінґера, Карла Штаудта, Моріса Шаля та інших.